# Quebrado (álbum)
Quebrado es el octavo álbum de estudio del músico argentino Pedro Aznar, lanzado en el año 2008. El disco doble cuenta con dos facetas bien distintas. El primero de los discos, dedicado a 11 composiciones propias y una versión de "Décimas", de Elizabeth Morris; el segundo, a otra docena de canciones de artistas como Paul McCartney, John Lennon, Sting, Charly García, Litto Nebbia, Nick Drake y Luis Alberto Spinetta, entre otros.

## Lista de canciones
Todas las canciones fueron escritas por Pedro Aznar, excepto donde se indica:

| CD 1 |                           |                               |          |  |
| N.º  | Título                    | Escritor(es)                  | Duración |  |
| 1.   | «Quebrado»                |                               |          |  |
| 2.   | «Fugu»                    |                               |          |  |
| 3.   | «Nocturno suburbano»      |                               |          |  |
| 4.   | «Asimetría»               |                               |          |  |
| 5.   | «Lina de luto»            |                               |          |  |
| 6.   | «Violinista»              |                               |          |  |
| 7.   | «Décimas»                 | Elizabeth Morris, Pedro Aznar |          |  |
| 8.   | «Claroscuro»              |                               |          |  |
| 9.   | «Joya tu corazón»         |                               |          |  |
| 10.  | «Los perros del amanecer» |                               |          |  |
| 11.  | «La abeja y la araña»     |                               |          |  |
| 12.  | «Amar y dejar partir»     |                               |          |  |

### CD 2
| CD 2 |                                             |                             |                    |          |  |
| N.º  | Título                                      | Escritor(es)                | Artista original   | Duración |  |
| 1.   | «Fragilidad» («Fragile»)                    | Sting                       | Sting              |          |  |
| 2.   | «Credulidad»                                | Luis Alberto Spinetta       | Pescado Rabioso    |          |  |
| 3.   | «Jealous guy»                               | John Lennon                 | John Lennon        |          |  |
| 4.   | «Tiempo sin respuesta» («Time of no reply») | Nick Drake                  | Nick Drake         |          |  |
| 5.   | «¿No es una pena?» («Isn't it a Pity»)      | George Harrison             | George Harrison    |          |  |
| 6.   | «Los hermanos»                              | Atahualpa Yupanqui          | Atahualpa Yupanqui |          |  |
| 7.   | «El rey lloró»                              | Litto Nebbia                | Los Gatos          |          |  |
| 8.   | «Confesiones de invierno»                   | Charly García               | Sui Generis        |          |  |
| 9.   | «Blues de la piedad»                        | Frejat, Cazuza              | Cazuza             |          |  |
| 10.  | «Angie»                                     | Mick Jagger, Keith Richards | The Rolling Stones |          |  |
| 11.  | «Junk»                                      | Paul McCartney              | Paul McCartney     |          |  |
| 12.  | «Love»                                      | John Lennon                 | John Lennon        |          |  |

## Quebrado Vivo
| CD 1 |                                        |                                |          |  |
| N.º  | Título                                 | Escritor(es)                   | Duración |  |
| 1.   | «Quebrado»                             |                                |          |  |
| 2.   | «Alcira y la torre»                    | Lenine, Queiroga               |          |  |
| 3.   | «Él»                                   | Jorge Luis Borges, Pedro Aznar |          |  |
| 4.   | «Nocturno suburbano»                   |                                |          |  |
| 5.   | «Décimas»                              | Elizabeth Morris, Pedro Aznar  |          |  |
| 6.   | «Zamba del carnaval»                   | Gustavo Cuchi Leguizamón       |          |  |
| 7.   | «Deja la vida volar»                   | Víctor Jara                    |          |  |
| 8.   | «¿No es una pena?» («Isn't it a pity?) | George Harrison                |          |  |
| 9.   | «Angie»                                | Mick Jagger, Keith Richards    |          |  |
| 10.  | «Jealous guy»                          | John Lennon                    |          |  |
| 11.  | «El rey lloró»                         | Litto Nebbia                   |          |  |
| 12.  | «Confesiones de invierno»              | Charly García                  |          |  |
| 13.  | «A primera vista»                      | Chico César, Pedro Aznar       |          |  |
| 14.  | «Sólo Dios sabe» («God Only Knows»)    | Brian Wilson, Tony Asher       |          |  |

### CD 2
| CD 1 |                                             |                                             |          |  |
| N.º  | Título                                      | Escritor(es)                                | Duración |  |
| 1.   | «Si me das tu amor»                         |                                             |          |  |
| 2.   | «Tu amor»                                   | Charly García, Pedro Aznar                  |          |  |
| 3.   | «Fugu»                                      |                                             |          |  |
| 4.   | «Claroscuro»                                |                                             |          |  |
| 5.   | «Lina de luto»                              |                                             |          |  |
| 6.   | «La abeja y la araña»                       |                                             |          |  |
| 7.   | «Los perros del amanecer»                   |                                             |          |  |
| 8.   | «Faro de los ahogados»                      | Herbert Vianna                              |          |  |
| 9.   | «María landó»                               | César Calvo, Chabuca Granda                 |          |  |
| 10.  | «Tomorrow never knows»                      | John Lennon, Paul McCartney                 |          |  |
| 11.  | «La carne»                                  | Marcelo Yuka, Seu Jorge, Wilson Cappellette |          |  |
| 12.  | «Sueño del retorno»                         | Pat Metheny, Pedro Aznar                    |          |  |
| 13.  | «A cada hombre, a cada mujer»               |                                             |          |  |
| 14.  | «Fragilidad» («Fragile»)                    | Sting                                       |          |  |
| 15.  | «Blues de la piedad»                        | Frejat, Cazuza                              |          |  |
| 16.  | «Tiempo sin respuesta» («Time of no reply») | Nick Drake                                  |          |  |

## Personal
- Pedro Aznar: voz, bajo, guitarra.
- Andrés Beeuwsaert: teclados, coros.
- Federico Dannemann: guitarra, cuatro, coros.
- Facundo Guevara: percusión.
- Julián Semprini, Andy Villanova: batería.